# Bernard Wilson
Bernard Wilson (ur. 1946 w Filadelfii, zm. 26 grudnia 2010 w Voorhees, New Jersey) amerykański wokalista, drugi tenor i baryton R&B, funk i soul w Harold Melvin & The Blue Notes, dzięki czemu pomógł zdefiniować tzw. “brzmienie filadelfijskie” w latach 70. XX wieku.

## Kariera
Wilson pochodził z północnej Filadelfii. Jego rodzice umarli gdy był jeszcze młody. Od tamtej pory opiekę nad nim sprawowała jego babcia. Uczęszczał do Bok Technical High School, jednakże w wieku 16 lat opuścił dom szukając sławy i szczęścia jako artysta. W 1970 Wilson dołączył do Harold Melvin & The Blue Notes, której przewodził - również pochodzący z Filadelfii – Harold Melvin. Do grupy dołączył następnie Teddy Pendergrass. W tym składzie zespół wydał pierwsze nagranie, dzięki któremu Blue Notes osiągnęli sukces. Ich album wydany przez wytwórnię Philadelphia International Records osiągnął szczyty list przebojów takimi utworami jak If You Don’t Know Me by Now", "The Love I Lost", "Don't Leave Me This Way" i "Bad Luck". Płyta wkrótce osiągnęła status platynowej. Wilson został z Blue Notes nagrywając 6 albumów. Opuścił grupę w 1977, krótko po odejściu - w celu kontynuowania swojej kariery solowej – Teddy Pendergrassa.

## Późniejsza kariera
Wilson miał nadzieję powrócić do zdrowia i śpiewać gospel, jednakże po raz ostatni występował w latach 90. XX wieku w Trump Taj Mahal w Atlantic City.

## Śmierć
W wieku 64 lat Wilson zmarł 26 grudnia 2010 w New Jersey, z powodu komplikacji po ataku serca i udarze mózgu.

## Dyskografia
Z zespołem Harold Melvin & The Blue Notes
- Harold Melvin & The Blue Notes (1972)
- Black & Blue (1973)
- To Be True (1975)
- Wake Up Everybody (1975)
- Reaching for the World (1976)[4]
- Now Is the Time (1977)